# 格里芬家族
格里芬家族（德語：Greifen），又称格里芬王朝，又称波美拉尼亚家族，是统治波美拉尼亚公国的一个王朝，其统治始于12世纪，终止于三十年战争。
“格里芬”这一称号源自家族公爵纹章上的狮鹫，自15世纪起开始使用。首位有史可考的统治者是瓦季斯瓦夫一世（卒于1135年），他亦是格里芬家族的奠基者。格里芬家族中最为显赫的成员是埃里克，他于1397年成为卡尔马联盟之王，统治丹麦、瑞典与挪威三国。
格里芬家族最后一位波美拉尼亚公爵为波吉斯瓦夫十四世，他死于三十年战争期间，其死导致波美拉尼亚被勃兰登堡-普鲁士、瑞典帝国与波兰瓜分。博吉斯拉夫十三世之女、安娜·冯·克罗伊公爵夫人是格里芬家族的最后一位成员，卒于1660年。

## 历史
格里芬家族的起源尚不明确。大多数理论认为，他们要么出身于当地的西斯拉夫贵族，要么是波兰皮雅斯特王朝的一个支系家族。 中世纪波兰编年史家扬·杜乌戈什将他们与波兰南部小波兰省的希维博季采的格里菲契家族联系起来。该家族同样为波兰贵族，也使用狮鹫作为格里夫纹章，而该家族本身也可能是皮雅斯特王朝的支系。无论如何，编年史家高盧無名氏在其《波兰诸王纪》（Gesta principum Polonorum）中称格里芬家族为当时波兰国王波列斯瓦夫三世的“近亲”，明确暗示其与皮雅斯特王朝有密切的血缘关系。
在17世纪，格里芬家族的起源被追溯为来自索布族神话中的传说生物“Gryphus”或“Baltus”。
格里芬家族最早的已知成员是兄弟二人：瓦季斯瓦夫一世与拉季博尔一世。瓦季斯瓦夫是一直统治波美拉尼亚公国至1630年的公爵一系的始祖；拉季博尔则是格里芬家族中拉季博尔支系的祖先，该支曾统治施拉夫与斯托尔普地区，直到断绝并并入波美拉尼亚公国。

格里芬家族中另一著名分支为斯万提博尔支系，其成员常担任波美拉尼亚城市的城堡总管。该支的首位已知成员为瓦季斯瓦夫（二世）·斯万提博日。

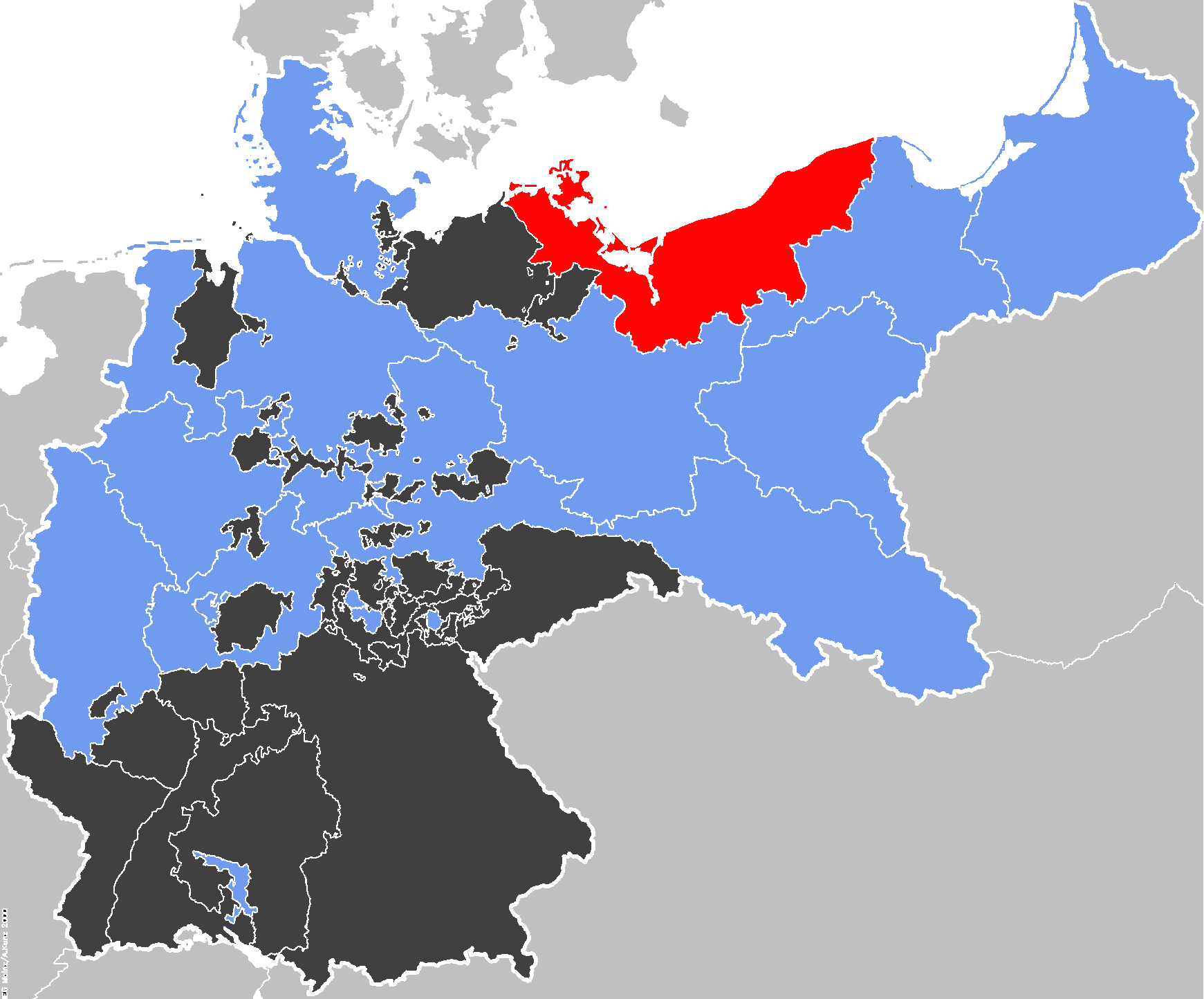
波美拉尼亚地区范围
各种狮鹫已成为波美拉尼亚的象征
波兰波美拉尼亚省的旗帜